# Mia100 kamienic

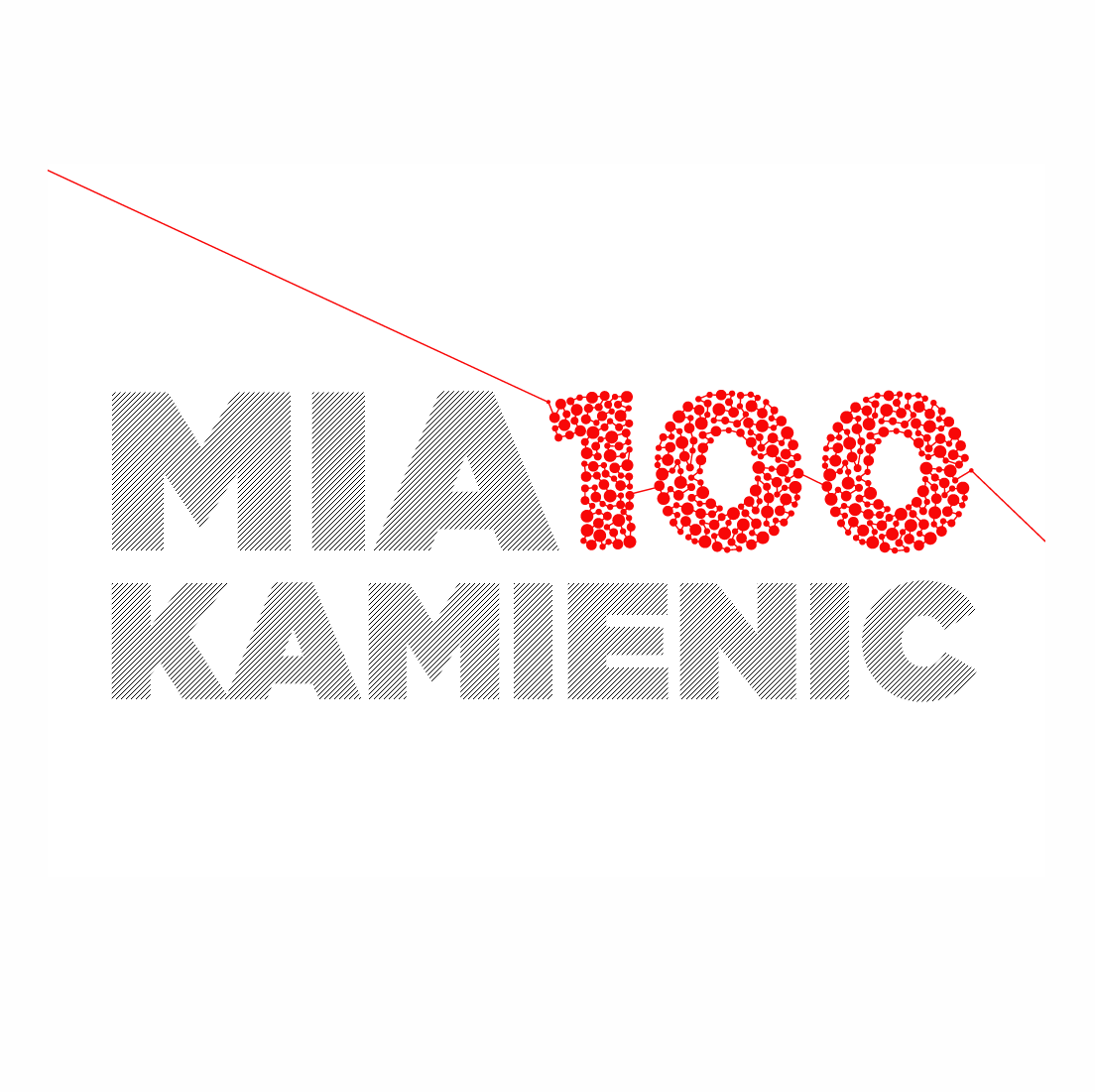
Logo programu

Mia100 Kamienic – projekt Urzędu Miasta Łodzi, realizowany od 2011 roku, polegający na remoncie zaniedbanych budynków w mieście. Bliźniaczą inicjatywą miasta jest „Mia100 szkół”.

## Cel projektu

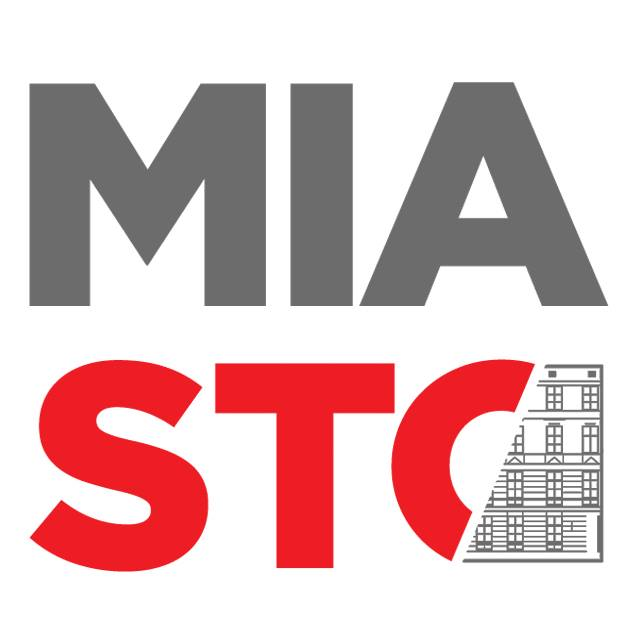
Logo projektu po zmianie nazwy na "Miasto Kamienic"

Program „Mia100 Kamienic” z założenia poprawia warunki bytowe mieszkańców nieruchomości dzięki wykonaniu termomodernizacji, wymianie lub wzmocnieniu stropów, likwidacji wspólnych toalet zlokalizowanych poza lokalem, a często poza budynkiem, remontowi elewacji, prześwitów bramowych i klatek schodowych, pracom konserwatorskim wewnątrz budynków wpisanych do ewidencji i rejestru zabytków, przyłączeniu do sieci ciepła systemowego, modernizacji instalacji wod.-kan. i elektrycznej, zagospodarowaniu przestrzeni publicznej w nieruchomościach – nowa nawierzchnia podwórzy, organizacja zieleni w nieruchomościach. Prace są finansowane całkowicie przez Łódź i podejmowane w budynkach, które całkowicie należą do Miasta Łodzi. W celu prowadzenia projektu powołany został specjalny zespół składający się z urzędników Urzędu Miasta Łodzi. Do zespołu zaproszeni zostali również radni Rady Miejskiej w Łodzi - Paweł Bliźniuk i Urszula Niziołek - Janiak.
W remontowanych w ramach programu „Mia100 Kamienic” nieruchomościach likwiduje się mieszkania socjalne umieszczając je poza strefą wielkomiejską. Program zakłada również zmianę układu funkcjonalnego mieszkań oraz poprawę stanu technicznego budynków, a także poprawę wizerunku miasta poprzez zwiększenie liczby wyremontowanych kompleksowo nieruchomości w strefie wielkomiejskiej Łodzi.

## Efekty i zamiary
Do września 2013 roku prace realizowano i zakończono w 78 nieruchomościach (około 200 budynków), wydając około 56 milionów złotych. Do końca 2014 roku powiększono tę liczbę do 116.  Z powodu szybkiego tempa prac i przekroczenia liczby zamierzonych remontów, projekt w 2014 roku zmienił nazwę na „Miasto Kamienic”.